# كريستوفر هاردر
كريستوفر هاردر (بالإنجليزية: Christopher Harder)‏ هو محام بالقضاء العالي ومحامي كندي ونيوزيلندي، ولد في 1948 في منطقة شمال فانكوفر ‏ في كندا.